# Володимир Двалішвілі
Володимир Двалішвілі (груз. ვლადიმერ დვალიშვილი, нар. 20 квітня 1986, Тбілісі) — грузинський футболіст, нападник данського «Оденсе».
Виступав, зокрема, за клуб «Маккабі» (Хайфа), а також національну збірну Грузії.

## Клубна кар'єра
У дорослому футболі дебютував 2004 року виступами за команду клубу «Динамо» (Тбілісі), в якій провів два сезони, взявши участь у 15 матчах чемпіонату. 
Згодом з 2006 по 2009 рік грав у складі команд клубів «Олімпі» (Руставі) та «Сконто».
Своєю грою за останню команду привернув увагу представників тренерського штабу клубу «Маккабі» (Хайфа), до складу якого приєднався 2009 року. Відіграв за хайфську команду наступні три сезони своєї ігрової кар'єри. Більшість часу, проведеного у складі хайфського «Маккабі», був основним гравцем атакувальної ланки команди. У складі хайфського «Маккабі» був одним з головних бомбардирів команди, маючи середню результативність на рівні 0,46 голу за гру першості.
Протягом 2012—2014 років грав у Польщі, захищав кольори клубів «Полонія» та «Легія».
До складу данського «Оденсе» приєднався 2014 року. Відтоді встиг відіграти за команду з Оденсе 9 матчів в національному чемпіонаті.

## Виступи за збірні
У 2007 році залучався до складу молодіжної збірної Грузії. На молодіжному рівні зіграв у 5 офіційних матчах.
У 2009 році дебютував в офіційних матчах у складі національної збірної Грузії. Наразі провів у формі головної команди країни 32 матчі, забивши 5 голів.

## Титули і досягнення
- Чемпіон Грузії (4):

«Динамо» (Тбілісі): 2004-05
«Олімпі»: 2006-07
«Сабуртало»: 2018
«Динамо» (Батумі): 2021
- Володар Суперкубка Грузії (1):

«Динамо» (Тбілісі): 2005
- Чемпіон Ізраїлю (1):

«Маккабі» (Хайфа): 2010-11
- Чемпіон Польщі (2):

«Легія»: 2012-13, 2013-14
- Володар Кубка Польщі (1):

«Легія»: 2012-13